# Río Aranjuez
Río Aranjuez är ett vattendrag i Costa Rica.   Det ligger i provinsen Puntarenas, i den västra delen av landet, 80 km väster om huvudstaden San José.